# Алайыэ
А́лайыэ (эст. Alajõe, Олешница) — деревня в волости Алутагузе уезда Ида-Вирумаа, Эстония.
До административной реформы местных самоуправлений Эстонии 2017 года входила в состав волости Алайыэ и была её административным центром.

## Географическое положение
Расположена на обоих берегах в устье реки Алайыги (эст. Alajõgi), впадающей в Чудское озеро, в южной части Ида-Вирумаа, в 44 км от Йыхви.

## Число жителей
По данным переписи населения 2011 года в деревне проживали 117 человек, из них 24 (20,5 %) — эстонцы.
В 2000 году в деревне насчитывался 141 житель. По состоянию на 1 января 2019 года в деревне был 151 житель.

## История
Первое письменное упоминание о деревне Алайыэ датируется 1583 годом (Allajocki). До 1923 года носила русское название Олешница.
В деревне находится построенный в 1888—1889 годах православный Храм Рождества Пресвятой Богородицы (архитектор Р. Кнюпфер), библиотека, магазин. Вокруг деревни множество дачных комплексов и домов отдыха, построенных промышленными предприятиями Кохтла-Ярве в советское время.

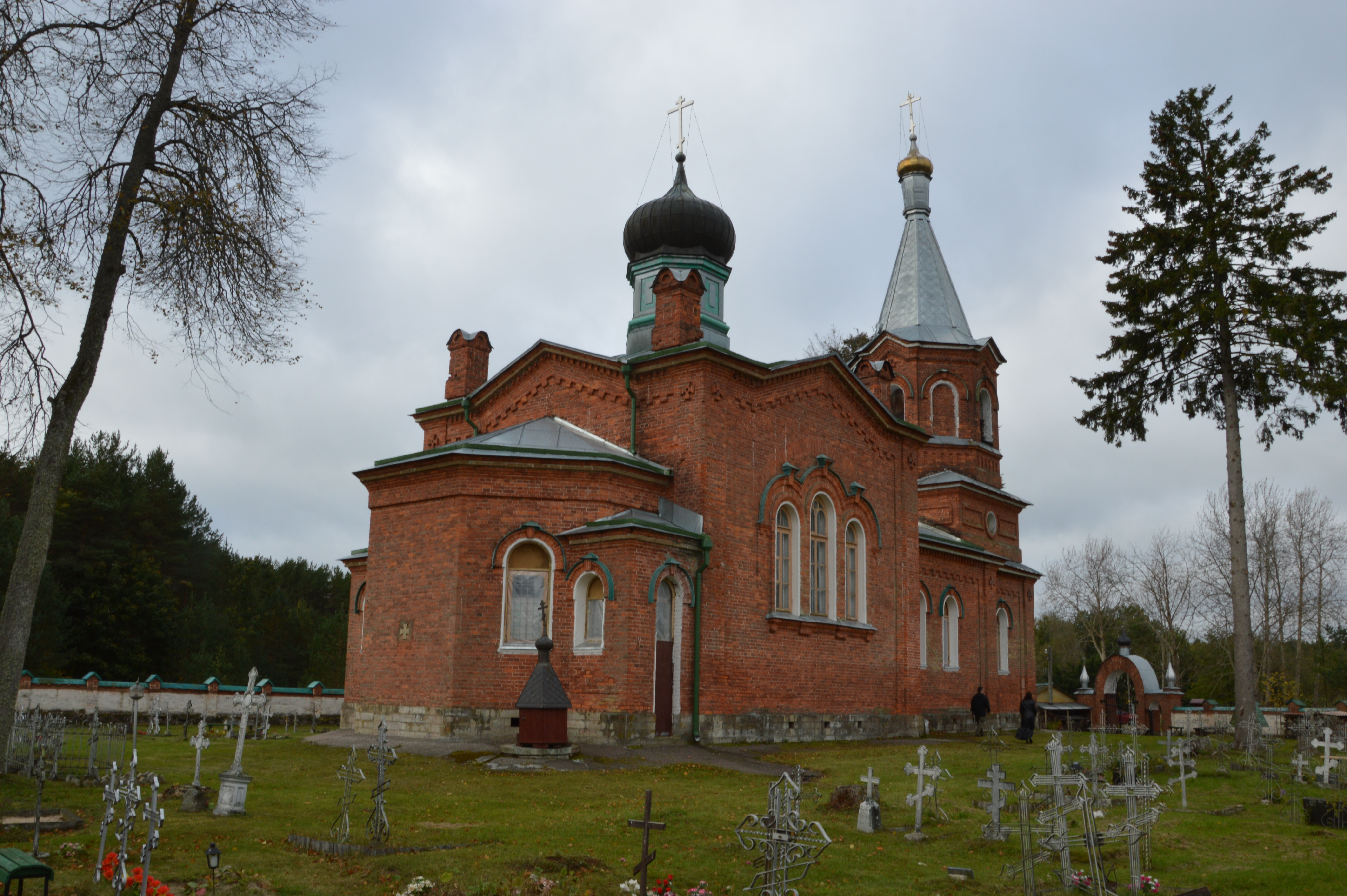
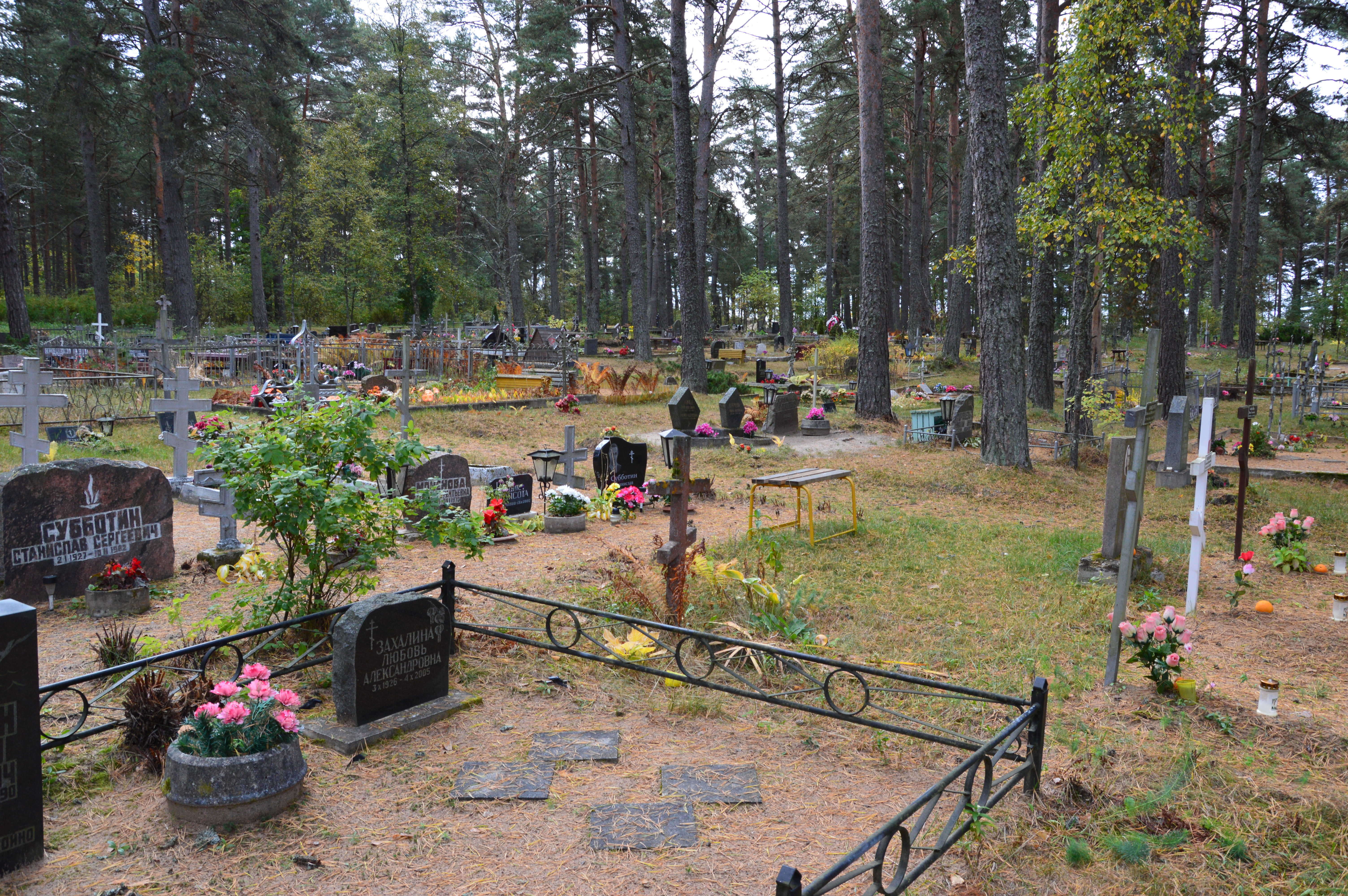
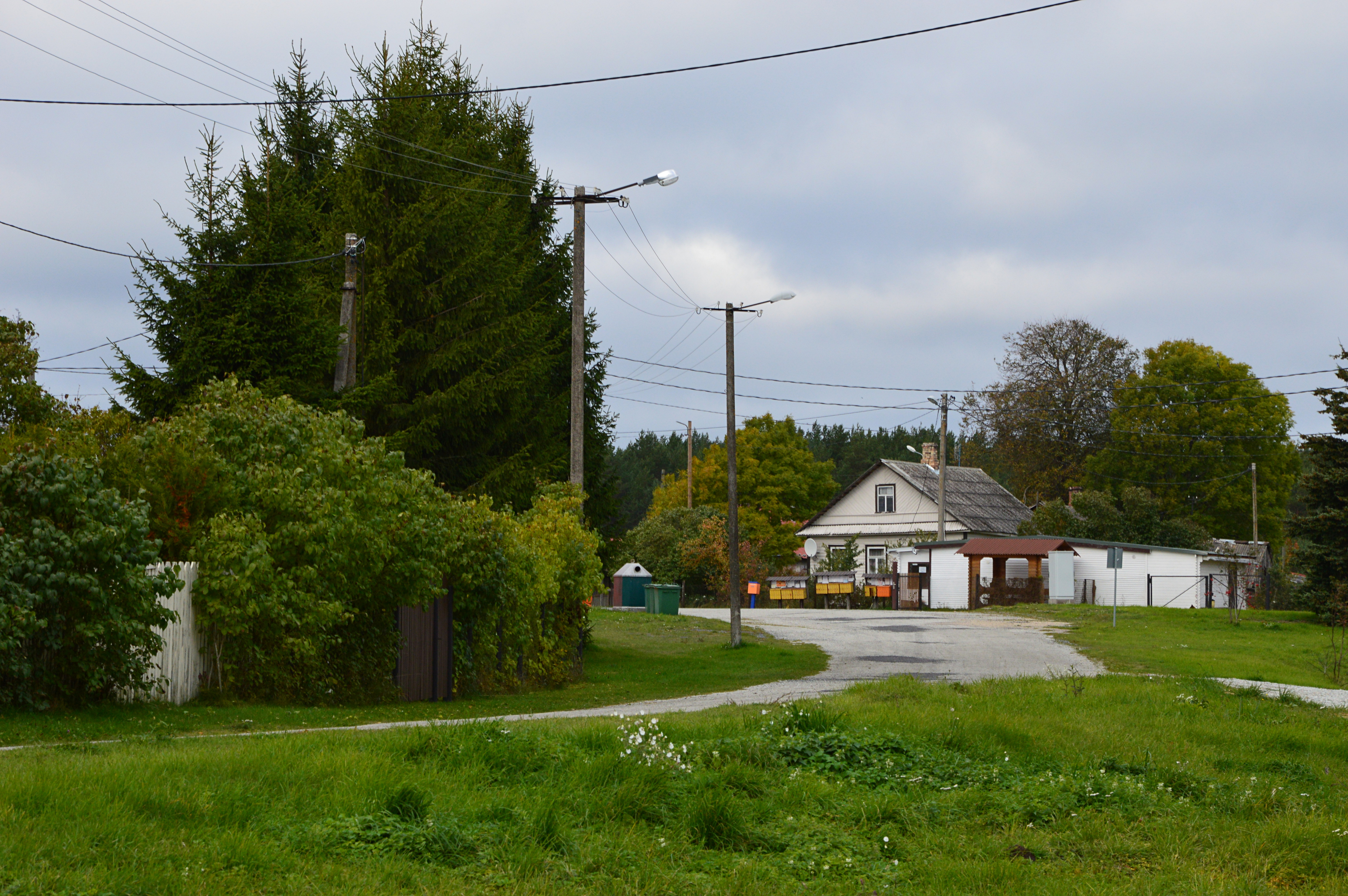
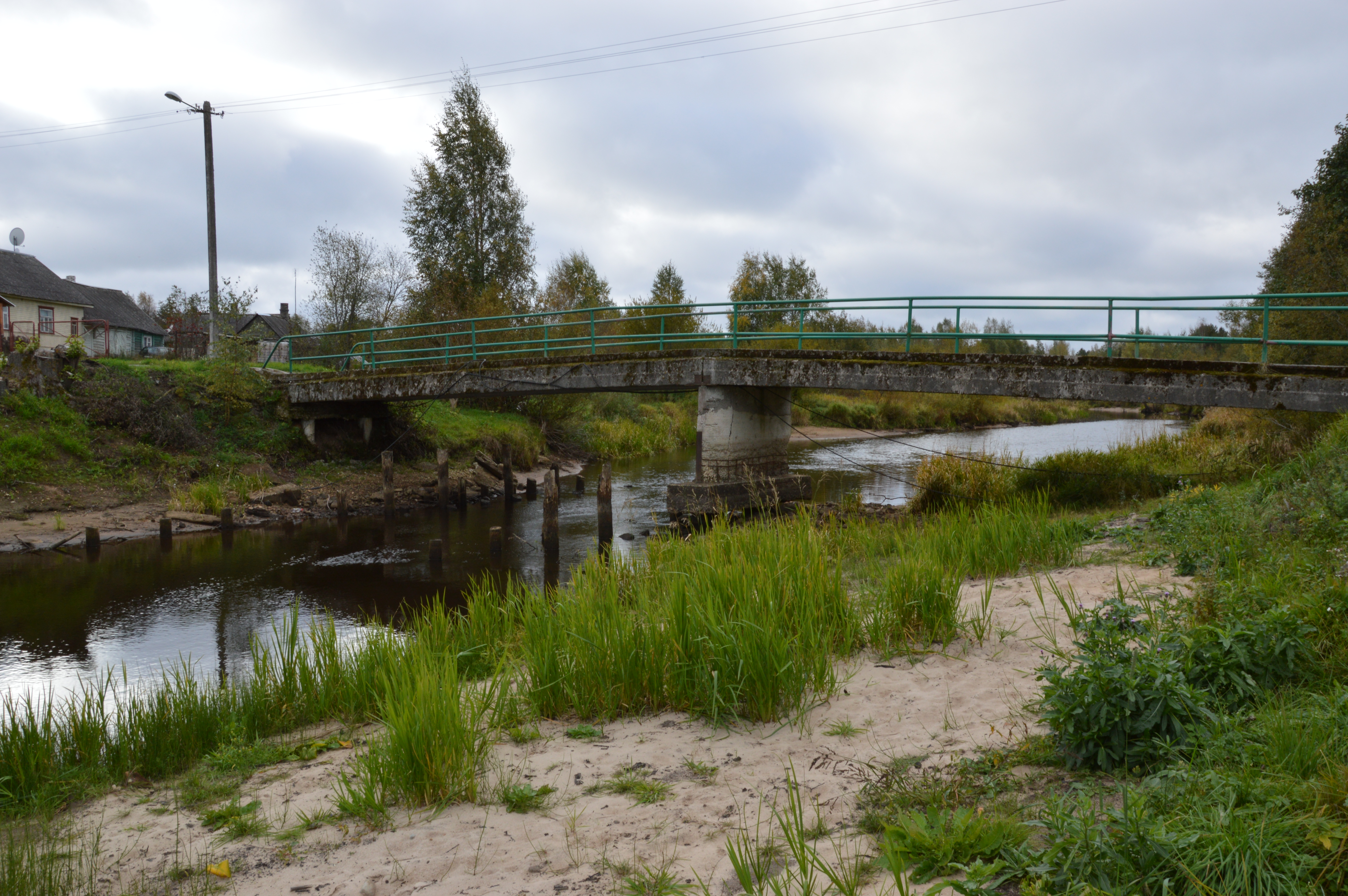